# Chevannes (Loiret)
Chevannes – miejscowość i gmina we Francji, w Regionie Centralnym, w departamencie Loiret.
Według danych na rok 1990 gminę zamieszkiwało 230 osób, a gęstość zaludnienia wynosiła 19 osób/km² (wśród 1842 gmin Regionu Centralnego Chevannes plasuje się na 910. miejscu pod względem liczby ludności, natomiast pod względem powierzchni na miejscu 1039.).